# Stelgistrum
Stelgistrum (лат.) — род морских лучепёрых рыб семейства рогатковых отряда скорпенообразных. Этимология: греч., stelgis, -idos, stleggis уменьшительное от strougis щётка. Длина тела от 5,1 (Stelgistrum concinnum) до 9 (Stelgistrum stejnegeri) см. Встречаются в северной и северо-западной части Тихого океана. Живут на глубинах от 10 до 320 м. Демерсальные рыбы. Они безвредны для человека, объектами промысла не являются.

## Классификация
На июнь 2024 в состав рода включают три вида:
- Stelgistrum beringianum Gilbert & Burke, 1912 — Мелкопластинчатый бычок
- Stelgistrum concinnum Andriashev, 1935 — Крупнопластинчатый бычок
- Stelgistrum stejnegeri Jordan & Gilbert, 1898 — Бычок Штейнегера